# Etheostoma camurum
Etheostoma camurum és una espècie de peix de la família dels pèrcids i de l'ordre dels perciformes.
Els mascles poden assolir els 8,4 cm de longitud total.
Es troba a Nord-amèrica: les conques del riu Ohio (des de l'oest de l'estat de Nova York fins a l'est d'Illinois) i del riu Tennessee a Carolina del Nord i Tennessee.